# Marlyn Wescoff Meltzer
Marlyn Wescoff Meltzer (1922, Filadèlfia, Pennsilvània - 4 de desembre de 2008, Yardley, Pennsilvània) va ser una de les sis programadores originals de l'ordinador ENIAC.

## Biografia
Es va graduar en la Temple University el 1942, a finals d'aquest mateix any va ser contractada pel Moore School of Engineering per treballar en càlculs meteorològics, principalment perquè ja sabia operar màquines de calcular. A 1943 es va sumar a l'equip de càlcul de trajectòries balístiques. Va ser en 1945 quan el seu nom es va sumar a la llista de sis dones que van treballar originalment en la programació de la màquina ENIAC, la primera computadora totalment digital. El 1947, abans que l'ENIAC fos reubicada a Aberdeen Proving Grounds, Maryland, va renunciar als seus projectes per contraure matrimoni amb el Dr. Phillip Meltzer. Va ser una dona de gran generositat que va dedicar gran part de la seva vida posterior al treball voluntari; a més de cuidar als seus dos fills assistia a la biblioteca Shir Ami Biblioteca a llegir a l'escola dominical. Durant més de deu anys entregava menjar a la Casa Greenwood al municipi d'Ewing, Nova Jersey, a més de ser un membre molt actiu d'aquesta organització benèfica i humanitària.
L'any 1997, juntament amb . Betty Snyder Holberton, Jean Jennings Bartik, Kathleen McNulty Mauchly Antonelli, Ruth Lichterman Teitelbaum i Frances Bilas Spence el seu nom va ser inclòs en el Women in Technology International Hall of Fame, pel seu treball en la programació oficinal de l'ENIAC.

## ENIAC
L'ENIAC era una gran màquina formada per panells negres i commutadors, que contenia 17.468 tubs buits, 7.200 díodes de vidre, 1.500 relés, 70.000 resistències, 10.000 condensadors i uns 5 milions d'unions soldades a mà. Pesava més de 30 tones, ocupava uns 167m2 i consumia 150kW d'electricitat.
L'ENIAC es va donar a conèixer al públic el 14 de febrer de 1946. El seu programa va captivar la imaginació de la premsa i va ser notícia en tot el país. Es va fer una màquina molt important en aquell temps. Els homes enginyers que havien construït la màquina aviat es van fer famosos. La dona que dirigia aquesta màquina va desaparèixer de la història. Va renunciar a l'equip el 1947 per casar-se, abans que l'ENIAC es traslladés al Aberdeen Proving Grounds.